# Mus mahomet
Mus mahomet is een knaagdier uit het geslacht Mus dat voorkomt in de bergen van Ethiopië (1500 tot 3400 m hoogte) en in Zuidwest-Oeganda en Zuidwest-Kenia. Het karyotype bedraagt 2n=36, FN=36. Mogelijk is kerensis Heuglin, 1877 (nu een synoniem van Mastomys natalensis) de oudste naam voor deze soort.